# Giuseppe Sellitto
Giuseppe Sellitto (Nápoles, 22 de marzo de 1700-23 de agosto de 1777) fue un compositor y organista italiano hermano de Giacomo Sellito. Compuso a lo largo de su vida 46 óperas, 2 cantatas y música sacra. Permaneció la mayor parte de su vida en Nápoles, exceptuando algunos viajes a Bolonia, Venecia, Roma y Florencia. En 1760 fue nombrado organista de la iglesia de San Giacomo degli Spagnuoli.

## Óperas
- L'amore alla moda.
- L'amor comico.
- Amor d'um ombra e gelosia d'um aura.
- Il cinese rimpatriato.
- Donna Laura pellecchia.
- Farnace.
- Siface
- La vedova ingegnosa.